# 앨프리드 허시
앨프리드 데이 허시(Alfred Day Hershey, 1908년 12월 4일 ~ 1997년 5월 22일)은 박테리오파지 연구의 전문가인 미국의 생물학자이다.
그는 미국 미시간주 오워쏘에서 태어나 1930년에 미시간 주립 대학교에서 화학 분야에서 학사 학위를 받았고 1934년에는 세균학 분야에서 박사 학위를 받았다.
1950년대 체이스와 함께 파지 DNA가 유전 정보를 운반하는 성분임을 증명하였고, 좀 더 뒤에는 다른 생물의 DNA도 유전 정보를 운반한다는 사실을 보였다. 1952년에는 마사 체이스와 함께 32P, 35S의 방사성동위원소가 들어 있는 배양액에서 배양한 박테리아에 박테리오파지를 감염시켜 조사하는 허시-체이스 실험을 했다. 이 실험에서 박테리오파지의 DNA만이 숙주세포 속으로 들어가고 단백질은 세포 밖에 남아 있는 것을 발견함으로써 유전물질이 단백질이 아닌 DNA라는 주장에 대한 결정적인 증거를 제공했다. 바이러스의 복제 메커니즘 및 유전자 구조에 관한 연구로 1969년 막스 델브뤽, 샐버도어 에드워드 루리아와 함께 노벨 생리학·의학상을 받았다.